# N-乙酰血清素
N-乙酰血清素（英語：N-Acetylserotonin，NAS，也作）是一种天然存在的化合物，是从血清素到褪黑素的内源性合成的反应中间体。它由血清素（又称为5-羟色胺）在N-乙酰基转移酶（AANAT）催化下与乙酰辅酶A反应产生，然后N-乙酰血清素再在乙酰血清素O-甲基转移酶（ASMT）催化下被S-腺苷甲硫氨酸甲基化为褪黑素。和褪黑素一样，N-乙酰血清素也是褪黑素受体（MT1、MT2和MT3）的激动剂，並且可以被認為是一種神经递质。
最近，NAS已經顯示出作為一種有效力的TrkB受體激動劑，而血清素和褪黑激素並沒有此種機制。以"TrkB受體"為介導(TrkB-mediated)而產生出強勁的抗抑鬱，神經保護(neuroprotection)和神经营养因子等效果。
此外，光線照射抑制NAS的合成、和減少單胺氧化抑製劑的抗抑鬱作用。這些數據強烈支持NAS在調節情緒和引起抗抑鬱藥的治療效益之作用。
通過目前未知的機制，NAS可能是姿位性低血壓的引發因子、且以"單胺氧化抑製劑"()作臨床治療。It reduces blood pressure in rodents, and pinealectomy (the pineal gland being a major site of NAS and melatonin synthesis) abolishes the hypotensive effects of clorgyline.為什麼"姿位性低血壓"常見與"單胺氧化抑製劑"(MAOIs)一起發生，而不與SSRIs(這兩者均增加NAS級別)一起，而這方面並不清楚。